# 정제두 묘
정제두 묘(鄭齊斗 墓)는 인천광역시 강화군 양도면에 있는, 조선 후기 학자이자 강화학의 태두인 정제두(1649~1736)의 묘이다. 2007년 2월 26일 인천광역시의 기념물 제56호로 지정되었다.

## 개요
조선 후기 학자이자 강화학의 태두인 정제두(1649~1736)의 묘이다. 정제두의 본관은 영일(迎日), 자는 사앙(士仰), 호는 하곡(霞谷)이며, 시호는 문강(文康)이다. 정몽주의 후손으로 우의정 유성(維城)의 손자이고, 진사 상징(尙徵)의 아들이며, 어머니는 한산 이 씨로 호조판서 기조(基祚)의 딸이다. 1649년(효종1년) 한양에서 출생하였다. 1668년(현종 9) 별시문과 초시에 급제했다. 1680년(숙종 6) 영의정 김수항(金壽恒)의 천거로 사포서별제(司圃署別提)가 되나 사퇴하였고, 1684년 공조좌랑(工曹佐郞)을 잠시 지낸 뒤 다시 사직하였다. 학문과 덕행이 뛰어나 중신(重臣)의 천거로 30여 차례나 요직에 임명되었으나, 숙종 때 주부(主簿) ·호조참의 ·회양부사(淮陽府使) ·한성부윤, 경종 때 대사헌 ·이조참판, 영조 때 우찬성(右贊成) ·원자보양관(元子輔養官) 등을 잠시 지냈을 뿐, 거의 다 거절하고 주로 학문연구에 전념하였다. 61세에 선조들의 무덤이 있는 강화군 양도면 하일리 하곡(霞谷) 마을로 옮겨와 살았다. 아들 후일(厚一)을 비롯하여 이광명(李匡明), 신대우(申大羽), 심육(沈?), 윤순(尹淳), 이광사(李匡師) 등이 그의 문인으로 학풍을 이었다. 그가 속한 소론의 가학으로서 학파를 형성하여 강화도를 중심으로 계승되어 강화학파라 불리게 되었다. 양명학을 중심으로 한 강화학파는 정제두를 시작으로 한말 이건창, 이건승을 이어 박은식과 정인보에게로 그 학통이 계승되었다. 묘역은 강화군 양도면 하일리 62-5 길 바로 옆에 있다. 묘역은 완만한 경사지에 사성이 없이 용미만이 길게 되어 있고, 그 앞에 원형봉분이 있다. 봉분 앞에는 혼유석, 상석, 향로석이 있다. 하계부분에는 좌우에 민무늬로 된 상단에 띠를 2개 두른 망주석과 금관조복에 양관을 한 문인석이 있다. 신대우(申大羽)가 글을 짓고, 서영보(徐榮輔)가 글씨를 쓴 묘비가 있다.

## 같이 보기
- 정제두

## 참고 문헌
- 정제두 묘 - 국가유산청 국가유산포털